# Muhammad Bey Abu Dahab

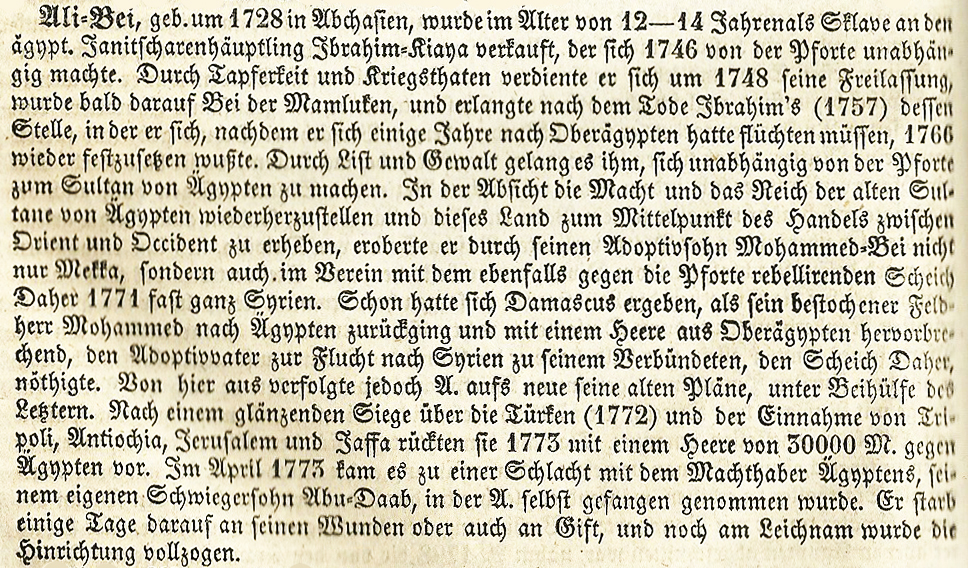
Brockhaus von 1851 über Ali Bey:
in dem Artikel werden Alis Adoptivsohn Mohammed Bei (Muhammad Bey) bzw. Schwiegersohn Abu Da(h)ab irrtümlich für verschiedene Personen gehalten

Muḥammad Bey Abū Ḏahab, verkürzt auch Abū Ḏahab (* 1735; † 1775 in Akkon, damals Osmanisches Reich), war ein Mamluken-Führer, der von 1772 bis 1775 als geschäftsführender osmanischer Gouverneur (kaymakam) und als Führer der Mamluken (shaikh al-balad), faktisch Ägypten beherrschte.

## Verrat an Ali Bey

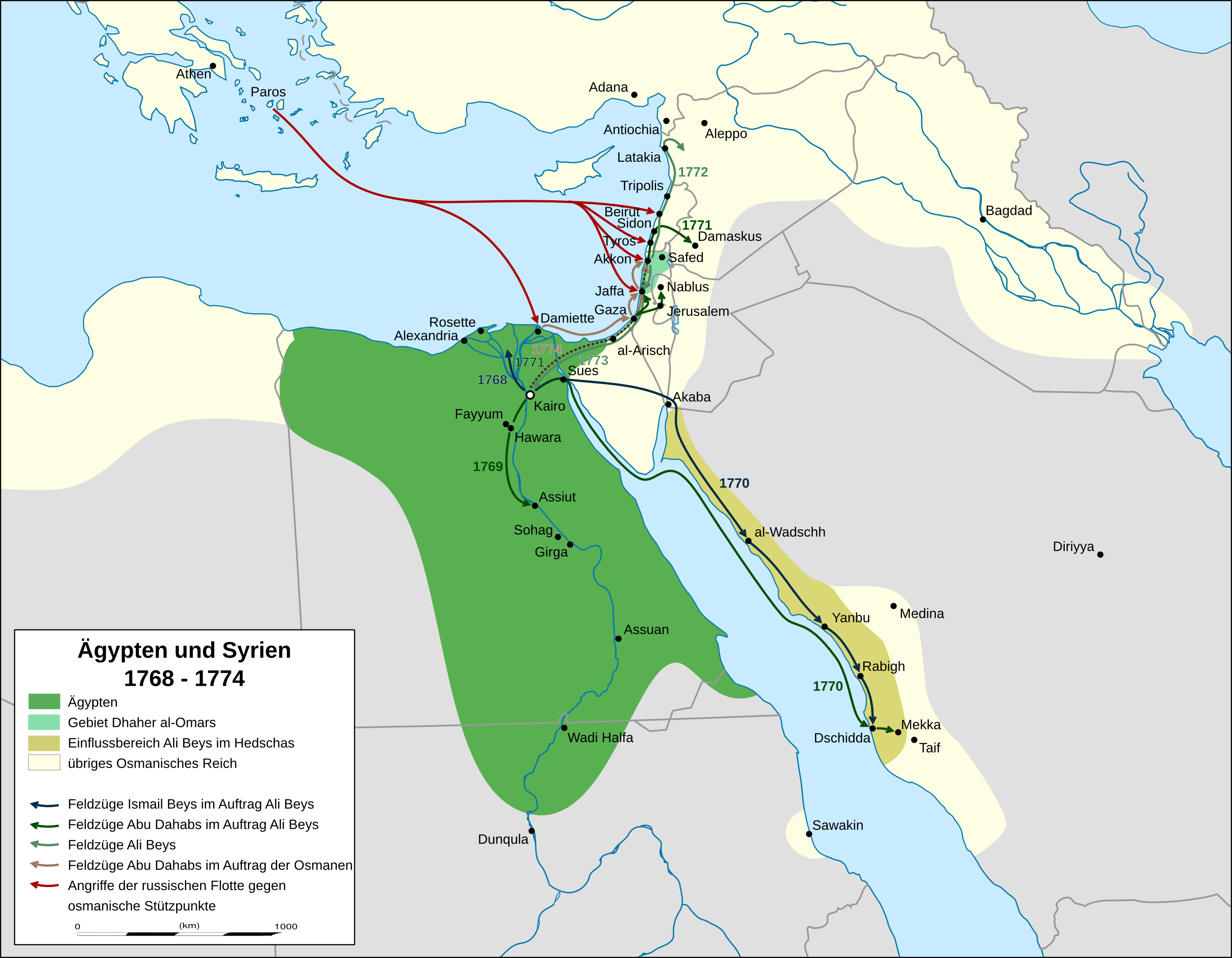
Ägypten und Syrien während der Feldzüge Ali Beys und Abu Dahabs

Ursprünglich Tscherkesse aus dem Nordkaukasus oder aus Abchasien wurde Muhammad von einem jüdischen Händler um 1760 als Mamluk an Ali Bey, einem Mamluken-Führer in Ägypten, verschenkt, der ihn zu dessen Schatzmeister (khazandar) machte. 1764 ließ Ali Bey ihn frei und erhob ihn zum Bey. Seitdem trug Muhammad den Beinamen Abū Ḏahab (Vater des Goldes). 1766 heiratete er Alis Schwester Jahud. In kurzer Zeit kaufte Abu Dahab so viele Mamluken und Sklaven wie kein Emir zuvor und vermehrte so die Anzahl der Mamluken beträchtlich.
Während des Russisch-Türkischen Krieges rebellierte Ali Bey ab 1768 gegen die osmanische Oberherrschaft in Ägypten und verbündete sich mit dem palästinensischen Emir Dhaher al-Omar. In Ali Beys Auftrag hatte Abu Dahab 1769 zunächst die von den Osmanen gegen Ali aufgehetzten Hawwarah-Beduinen Oberägyptens besiegt, 1770 war er in den Hedschas eingefallen und hatte Mekka unterworfen. In Syrien eroberte er in Ali Beys Auftrag 1771 kurzzeitig Jaffa, Jerusalem und Damaskus.
In Damaskus traf Abu Dahab jedoch Geheimabsprachen mit den Türken, räumte die Stadt und zog 1772 stattdessen gegen Ägypten. Über Gaza und Suez zog er zunächst entlang der Küste des Roten Meeres und dann durch die Wüste nach Assiut in Oberägypten. Vergeblich versuchte Ali Bey, ihn nach Oberägypten zu verbannen. Verbündet mit jenen oberägyptischen Beduinen, die er kaum drei Jahre zuvor noch bekämpft hatte, marschierte Abu Dahab dann gegen Kairo und konnte zahlreiche Mamluken zum Wechsel auf seine Seite bewegen. Die Kapitulation des gegen Abu Dahab ausgesandten Ismail Bey zwang Ali Bey schließlich zur Flucht aus Kairo. Nach Alis Flucht baute Abu Dahab seine Machtposition als Scheich al-Balad aus, während Ali Bey mit Hilfe Dhaher al-Omars in Syrien erneut die Türken schlug. Gefälschte Geheimbotschaften über angebliche Unzufriedenheit einiger Emire mit Abu Dahab verleiteten Ali Bey dazu, mit seinem Heer umzukehren und von Syrien nach Ägypten zu ziehen, um seine Macht zurückzuerobern. Bei aṣ-Ṣāliḥīja (nahe Kairo) geriet Ali Bey 1773 jedoch in Abu Dahabs Hinterhalt, wurde geschlagen, verwundet, gefangen genommen und starb wenige Tage später in einem Kairoer Kerker. Noch an seinem Leichnam wurde die vom osmanischen Sultan befohlene Hinrichtung vollzogen. Entgegen den Anordnungen des Sultans schickte Abu Dahab jedoch Alis Kopf nicht nach Istanbul und sorgte für eine ordentliche Bestattung.

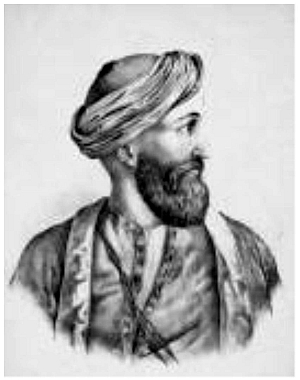
Für seinen Förderer Ali Bey führte Abu Dahab zunächst Krieg gegen die Osmanen, doch 1772 verriet er ihn
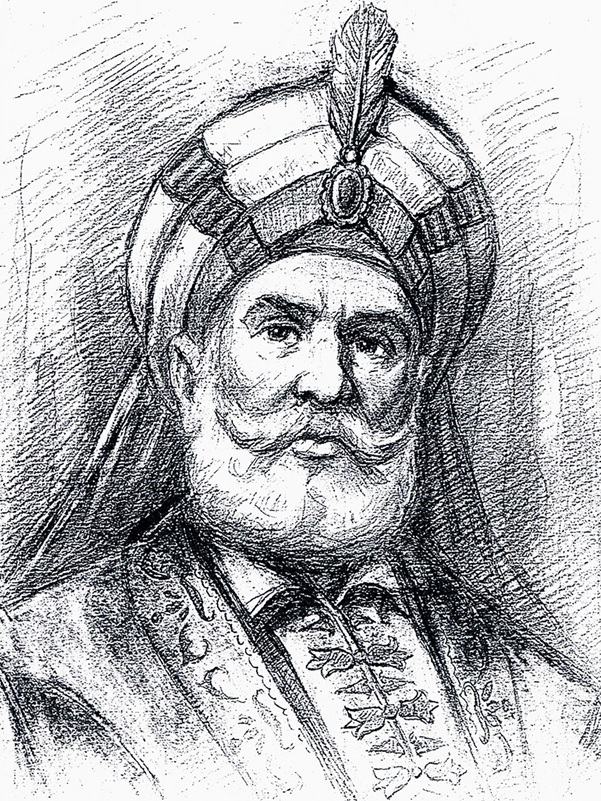
Zusammen mit Ali Bey kämpfte Abu Dahab zunächst an der Seite Emir Dhaher al-Umars, 1774 zog er gegen ihn
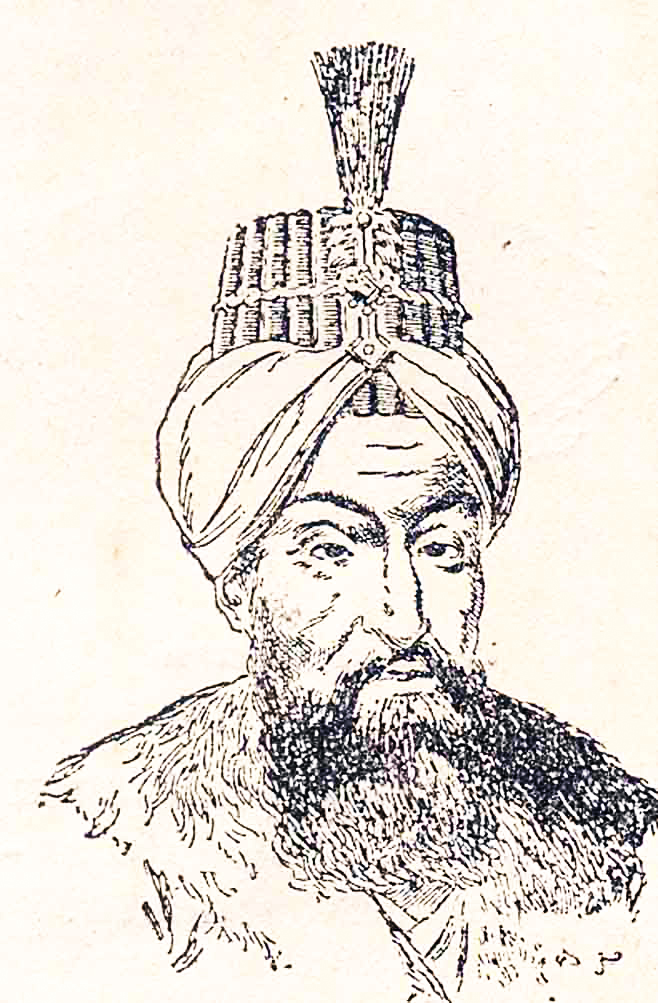
Nach dem Sieg über Dhaher al-Umar erhoffte sich Abu Dahab von Sultan Abdülhamid I. 1775 die Statthalterwürde
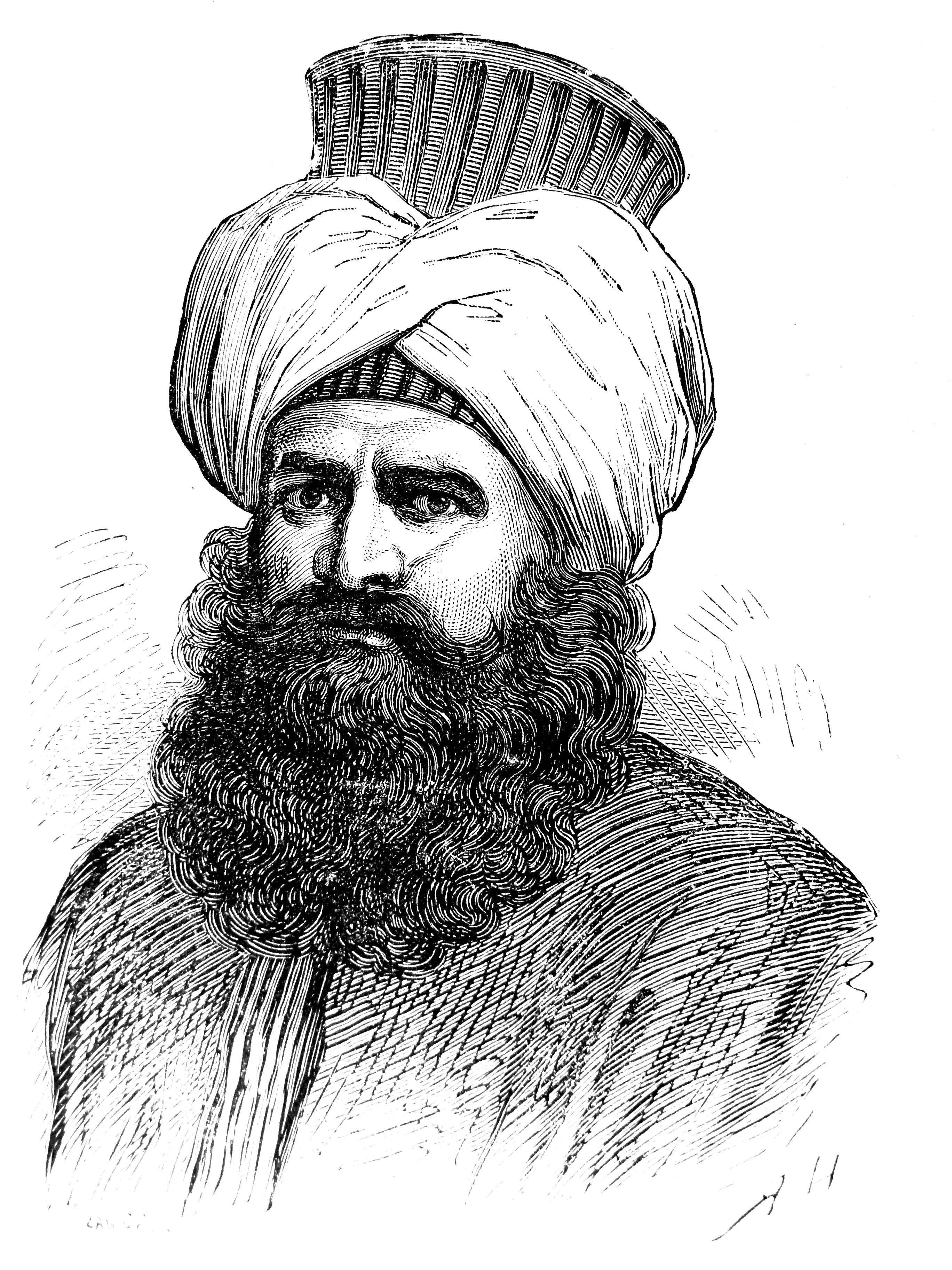
Nach Abu Dahabs Tod teilten sich seine Gefolgsleute Murad Bey und Ibrahim Bey die Macht in Ägypten

## Herrscher über Ägypten und Syrien
Abu Dahab versicherte sich der Loyalität der übrigen Emire durch Bestechung und Vergabe profitabler Ämter und führte die wiedererstarkte Mamlukenherrschaft in Ägypten zu neuer Macht, ohne dabei mit den Osmanen formal zu brechen. Auf Drängen der Osmanen schließlich zog er 1774 gegen Ali Beys einstigen Verbündeten Dhaher al-Omar, dessen Aufstand gegen die Osmanen noch immer anhielt. In Ägypten ließ er Ismail Bey und seinen Schwager Ibrahim Bey (verheiratet mit Abu Dahabs Schwester) als Stellvertreter und zur Bewachung des osmanischen Statthalters zurück. Vor seiner Abreise ließ er in unmittelbarer Nachbarschaft der Azhar-Universität eine neue Moschee errichten, die noch heute den Namen Abu-Dahab-Moschee trägt.
Über Gaza stieß Abu Dahab auf Jaffa vor, nahm die Stadt im Sturm, ließ sie plündern und versklavte bzw. tötete dabei alle Einwohner ohne Unterschied, ob sie Muslime, Christen oder Juden, Scherifen, Gelehrte oder Basarhändler waren. So berichtete es zumindest der ägyptische Chronist al-Ǧabartī (1754–1829), der allerdings auch bestätigte, dass ihm sonst keinerlei Schandtat gegen die Religion (den Islam) vorzuwerfen sei. Dann zog Abu Dahab gegen Akkon, welches Dhaher al-Omar kampflos räumte. Nach diesen Erfolgen bat er den osmanischen Sultan neben der Statthalterschaft über Ägypten auch um jene über Syrien und schickte reiche Geschenke als Zeichen seiner Ergebenheit nach Istanbul. Tatsächlich soll der Sultan laut al-Ǧabartī bereits zugestimmt haben, doch als Abu Dahab in Akkon plötzlich an der Pest erkrankte und kurz darauf starb, seien die schon unterzeichneten Einsetzungsdokumente in Istanbul zurückbehalten worden.
Zumindest indirekt deuteten al-Ǧabartī und Lusignian an, dass Abu Dahabs plötzlicher Tod auch in einem anderen Zusammenhang stehen könnte. Lusignian berichtete, dass Abu Dahab am Abend noch wohlauf zu Bett gegangen, am nächsten Morgen aber tot gewesen sei. Al-Ǧabartī wies darauf hin, dass Abu Dahab „am Tag, bevor ihm dies zustieß“ (d. h., er von der Pest befallen wurde) seinem ungeduldig auf die Rückkehr nach Ägypten wartenden Gefolge neue Ämter und Regierungsposten in Syrien zugewiesen habe und ihnen erklärt hatte, dass sie nicht zurückkehren würden. Sein Gefolge sei sehr betrübt und nachdenklich gewesen, nach seinem plötzlichen Tode aber habe es sofort die Rückkehr beschlossen.

## Muhammadija
Abu Dahabs militärischer Stellvertreter und Befehlshaber seiner Kavallerie, der Emir Murad Bey, führte die Truppen und Abu Dahabs Leichnam nach Ägypten zurück. In Kairo teilte er sich fortan zusammen mit Ibrahim Bey die Regentschaft. Muhammad Bey Abu Dahabs ehemalige Mamluken wurden als Muhammadija (oder Abu-Dahab-Fraktion) bezeichnet, unter Murads und Ibrahims Führung setzten sie sich in den ab 1776 ausbrechenden Machtkämpfen gegen die Alawija (Ali-Bey-Fraktion) unter Ismail Bey durch.